# Альберто Санчес
Альберто Санчес Перес (ісп. Alberto Sánchez Pérez, 1895, Толедо, Іспанія — 1962, Москва, СРСР) — іспанський художник, скульптор, сценограф.

## Життєпис

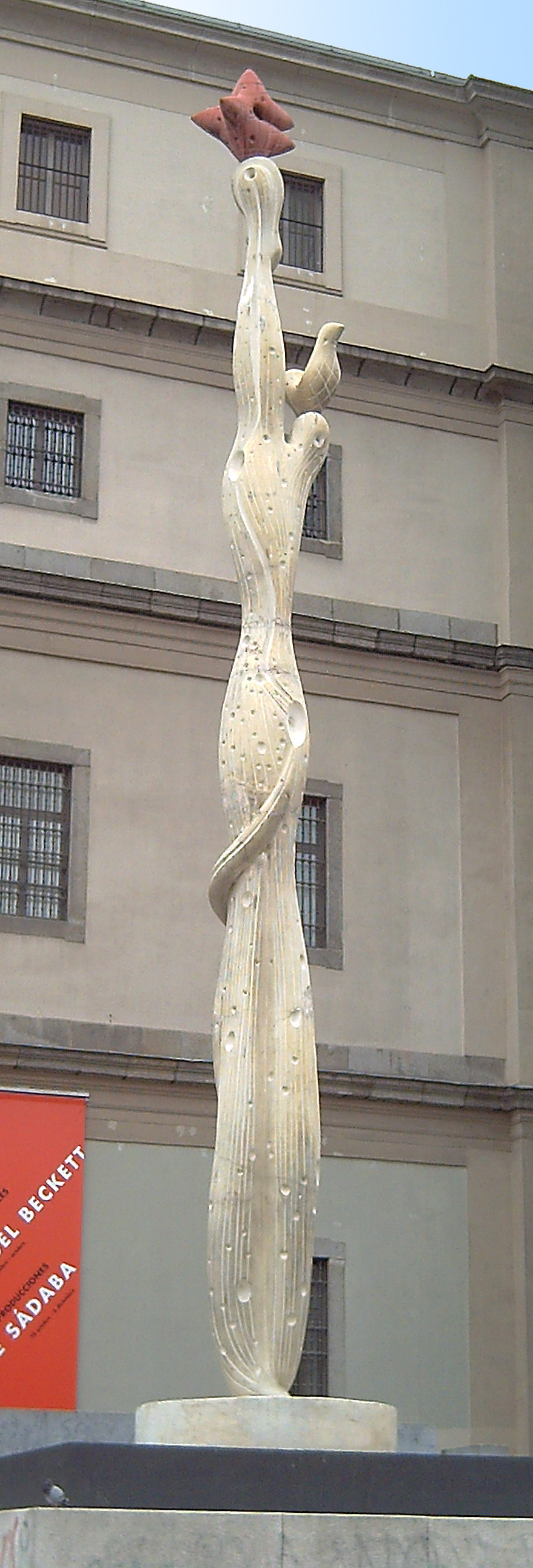
Монумент « Шлях іспанського народу до зірок». Мадрид, 1937 р.

### Життя в Іспанії
Народився в місті Толедо. Походить з простої родини, батько випікав хліб, а мати була служницею. Він - друга дитина з шести синів в родині.
Ранні твори мають впливи кубізму. У 1927 р. заснував разом з Бенжаміном Паленсою Школу Вальєкас. До цього ж періоду відносяться декорації до вистав театру  Ла Баррака живого тоді ще поета Гарсія Лорки. У 1937 р. брав участь в  створенні експозиції павільйону Іспанської республіки на Міжнародній вистаці в Парижі  разом з Пікассо .

### Еміграція в СРСР
З початком громадянської війни в Іспанії емігрував до СРСР, де мешкав з вересня 1938 р.
Працював в Москві як театральний художник у Олександра Таїрова, в театрі Станіславського, театрі Маяковського.
Створив декорації до кінострічки «Дон Кіхот» (режисер Козінцев Григорій Михайлович 1957 рік. Частку сцен фільму знімали в Україні.
Помер в Москві, поховали на Введенському цвинтарі.
Як скульптор дотримувався стилістики сюрреалізму. Найвідоміший скульптурний витвір - сюрреалістичний монумент « Шлях іспанського народу до зірок». Авторська копія твору встановлена в місті Мадрид